# Mortebouse
Mortebouse est le 2e tome de la série de bande dessinée Lou !, écrite et dessinée par Julien Neel. Il est d'abord prépublié dans le magazine Tchô ! puis sort en format album le 8 juin 2005.

## Synopsis
Lou part en vacances chez sa grand-mère qui habite à la campagne, à Mortebouse, un village de campagne isolé qu'elle pense détester mais où elle se plaît finalement grâce à Paul qu'elle rencontre et qui devient son ami. À la fin de l'album, Richard et sa mère se mettent ensemble et Lou fête ses 13 ans. La mère de Lou, Richard et Mina organisent un anniversaire surprise où ils invitent Tristan. Mais ce dernier ne parle que de jeux vidéo, ce qui ennuie Lou. Elle se surprend à rêver de Paul, dont les centres d'intérêt sont plus poétiques.

## Personnages
Ce tome suit les péripéties des personnages déjà présents dans le premier tome :
- Lou est une jeune fille blonde de 12 ans, qui fête ses 13 ans au cours du tome. Elle estime que les vacances à la campagne sont synonymes d'ennui[1]. Elle rêve toujours à son amoureux Tristan[2].
- La maman de Lou tente toujours d'écrire son roman et joue aux jeux vidéo[2]. Elle est amoureuse de son voisin Richard. Elle aime le rock et a dans sa chambre d'adolescente à Mortebouse des posters de Kiss et Queen[3].
- Le chat a été adopté par Lou est sa mère dans le premier tome. Il change sans cesse de nom[4].

Ce tome introduit également des personnages habitant à Mortebouse qui seront récurrents dans les tomes suivants :
- La mamie de Lou habite seule dans sa maison à la campagne. Elle a mauvais caractère et se dispute avec sa fille et son voisin. Elle ne cuisine que des choux de Bruxelles[5].
- Clément Fifrelin est le médecin de Mortebouse[1]. Il est selon Mamie le gendre idéal. Maman passe une soirée au restaurant avec lui bien qu'elle estime qu'il est un « gros naze »[3].
- Paul est un garçon étrange que Lou rencontre alors qu'elle est endormie dans un champ. Il apprécie la culture polynésienne, joue de l'ukulélé et peint des tableaux inspirés par les tikis. Il va avec Lou à la fête de village de Mortebouse[3].

## Analyse

### Narration
Mortebouse reprend les codes du premier tome : des histoires en une planche avec une chute humoristique. Cette suite de gags forme néanmoins une histoire dans laquelle Lou évolue et commence à grandir,, fêtant ses 13 ans à la fin de l'album. En effet, alors que dans le premier tome Julien Neel improvisait ses personnages au fur et à mesure, il commence cette fois à avoir une vision d'ensemble pour sa série et prévoit de faire évoluer Lou jusque ses 18 ans dans les prochains tomes.

### Thèmes
Mortebouse se concentre sur les relations mère-fille, celle de Lou et sa mère dont les rapports de responsabilité s'inversent quelquefois, et celle de sa mère et sa grand-mère qui sont en conflit. 
Il met également en scène le thème des vacances à la campagne, où le réseau ne passe pas, synonyme d'enfer, d'ennui, de choux de Bruxelles et de Scrabble, pour deux filles de la ville plus habituées aux jeux vidéo, à la pollution et aux pizzas. En témoigne le nom choisi pour le village qui donne son nom à l'album, une « morte bouse ». Lou dépasse néanmoins ses a priori négatifs au contact de Paul qui devient son ami.

### Graphisme
Ce tome prolonge l'univers rose sucré du premier tome avec les couleurs vives, de la campagne estivale. Le style de dessin est « mignon et dynamique », « dans l'air du temps », avec des « lignes épurées » qui rappellent les mangas.
Cet album a été dessiné et colorisé numériquement via le logiciel Photoshop. Julien Neel déclare avoir fait ce choix pour mettre en valeur les décors. Il s'inspire du cinéma d'animation, dans lequel, traditionnellement, les décors sont peints à la gouache. N'étant pas à l'aise avec cette technique, il a préféré l'imiter sur ordinateur. Les personnages sont quant à eux dessiné au trait.
On voit également apparaître d'autres influences. Pour les pages où l'on voit apparaître Sidéra, l'héroïne du roman de la maman de Lou, Julien Neel s'inspire notamment d'univers de science-fiction, des comics, de Moebius et des Maîtres de l'univers. Pour l'esthétique qu'aime Paul, et qu'il peint, il s'inspire du style « tiki », appropriation américaine fantasmée et kitsch de la culture polynésienne.

## Publications
- Julien Neel, Lou !, t. 2 : Mortebouse, Glénat, coll. « Tchô ! », 8 juin 2005 (réimpr. 2005, 2006, 2007, 2008, 2009, 2011, 2012, 2013, 2014, 2015, 2016, 2017, 2019, 2020, 2022), 48 p. (ISBN 2-7234-4815-0)

L'album dispose de 23 éditions par Glénat. Il fait également partie d'un coffret qui regroupe les deux premiers tomes paru en 2013, ainsi que de l'intégrale de la saison 1 parue en 2022.
Il a été traduit en 17 langues, notamment :
- en anglais (sous le titre Summertime blues), en finnois (Kesäblues), en suédois (Sommarblues) avec un titre signifiant « le blues de l'été »,
- en polonais (Na końcu świata) avec un titre signifiant « au bout du monde »,
- en néerlandais (Modderbroek) avec un titre signifiant « pantalon de boue »,
- en allemand (Sonnenschein und Rosenkohl) avec un titre signifiant « du soleil et des choux de Bruxelles »,
- en lituanien (Šikmirkiemis) avec un titre signifiant « en quelques secondes »,
- en danois (Sommerferie i Møgstrup) et en croate (Ljeto u Balegovu) avec un titre signifiant « vacances d'été à Mortebouse »,
- en grec (Τα 13α γενέθλια) avec un titre signifiant « le 13e anniversaire »,
- en gallois (Beth Yw'r Haf i Mi?) avec un titre signifiant « Qu'est ce que l'été pour moi ? ».

On observe de légères variations dans la couverture, notamment la couleur du titre qui est bleu, rose ou blanc selon les langues.

## Réception
Le second album de Lou ! obtient un bon accueil critique, similaire au premier tome Journal infime, et obtient le prix Bédélys jeunesse de la ville de Montréal en 2005.
Mortebouse obtient une note moyenne de 4,34/5 sur la base de 3613 votes sur le site Goodreads, et 4,24/5 sur la base de 1549 votes sur le site Babelio (en 2024). Sur le site web BD Gest', l'album obtient une note de 4,2/5 sur la base de 106 votes, et une note de 7,2/10 de la part des chroniqueurs. Selon la chronique, Mortebouse est un peu moins drôle mais plus émouvant que le premier tome, et plein de bonne humeur. Le site web ActuaBD estime que ce deuxième album est à la hauteur du premier. L'Express exprime le même avis et estime l'album particulièrement juste et pertinent sur le sujet des relations mère-fille, « mieux qu'un rapport du CNRS, plus drôle en tout cas ».
Mortebouse se démarque par sa capacité à convenir à tous types de publics, indépendamment du genre et de l'âge,,,.

## Prix
- 2005 : Prix Bédélys jeunesse de la ville de Montréal[11].

#### Chroniques
- Nicolas Anspach, « Lou ! - T2 : Mortebouse - Par Julien Neel - Glénat », sur ActuaBD, 24 juin 2005 (consulté le 2 janvier 2025)
- R. Bézard, « Lou ! 2. Mortebouse », sur BD Gest', 7 juillet 2005 (consulté le 2 janvier 2025)